# Døde i 2019
Døde i 2019 er en liste over notable personer, der er afgået ved døden i 2019. 

## Januar
| - Paweł Adamowicz - Carol Channing - Emiliano Sala - Michel Legrand - Henrik Jørgensen - James Ingram |

- 1. januar - Lennart von Lowzow, dansk orlogskaptajn (født 1927).[1]
- 2. januar - Bob Einstein, amerikansk skuespiller (født 1942).[2]
- 4. januar - Harold Brown, amerikansk politiker (født 1927).[3]
- 6. januar - William Morgan Sheppard, engelsk skuespiller (født 1932).[4]
- 7. januar - John Joubert, sydafrikansk komponist (født 1927).[5]
- 7. januar - Moshe Arens, israelsk politiker (født 1925).[6]
- 10. januar - Kent Nikolajsen, dansk journalist (født 1970).[7]
- 11. januar - Michael Atiyah, britisk matematiker (født 1929).[8]
- 13. januar - Phil Masinga, sydafrikansk fodboldspiller (født 1969).[9]
- 13. januar - Poul Winckler, dansk fagforeningsmand (født 1939).[10]
- 14. januar - Paweł Adamowicz, polsk politiker (født 1965).[11]
- 15. januar - Carol Channing, amerikansk skuespillerinde (født 1921).[12]
- 17. januar - Windsor Davies, engelsk skuespiller (født 1930).[13]
- 19. januar - Gert Frank, dansk cykelrytter (født 1956).[14]
- 20. januar - Andrew G. Vajna, amerikansk-ungarsk filmproducer (født 1944).[15]
- 20. januar - François Perrot, fransk skuespiller (født 1924).[16]
- 21. januar - Emiliano Sala, argentinsk fodboldspiller (født 1990).[17][18]
- 21. januar - Harris Wofford, amerikansk senator (født 1926).[19]
- 23. januar - Hidekichi Miyazaki, japansk løber (født 1910).[20]
- 25. januar - Dušan Makavejev, serbisk filminstruktør og manuskriptforfatter (født 1932).[21]
- 26. januar - Michel Legrand, fransk komponist (født 1932).[22]
- 26. januar - Henrik Jørgensen, dansk langdistanceløber (født 1961).[23]
- 29. januar - James Ingram, amerikansk sanger (født 1952).[24]
- 29. januar - Jane Aamund, dansk forfatter (født 1936).[25]
- 30. januar - Peter Mikkelsen, dansk fodbolddommer (født 1960).[26]
- 30. januar - Dick Miller, amerikansk skuespiller (født 1928).[27]

## Februar
| - Matti Nykänen - Manfred Eigen - Jan Olszewski - Albert Finney - Bruno Ganz - Karl Lagerfeld - André Previn |

- 1. februar - Clive Swift, engelsk skuespiller (født 1936).[28]
- 2. februar - Catherine Burns, amerikansk skuespiller (født 1945).[29]
- 3. februar - Julie Adams, amerikansk skuespillerinde (født 1926).[30]
- 4. februar - Matti Nykänen, finsk skihopper (født 1963).[31]
- 6. februar - Manfred Eigen, tysk kemiker (født 1927).[32]
- 6. februar - Ole Stephensen, dansk skuespiller og journalist (født 1955).[33]
- 6. februar - Rosamunde Pilcher, engelsk forfatter (født 1924).[34]
- 7. februar - Jan Olszewski, polsk politiker (født 1930).[35]
- 7. februar - Albert Finney, engelsk skuespiller (født 1936).[36]
- 7. februar - John Dingell, amerikansk politiker (født 1926).[37]
- 9. februar - Tomi Ungerer, fransk forfatter (født 1931).[38]
- 9. februar - Maximilian Reinelt, tysk roer (født 1988).[39]
- 10. februar - Fernando Peres, portugisisk fodboldspiller (født 1943).[40]
- 10. februar - Jean-Michael Vincent, amerikansk skuespiller (født 1945).[41]
- 12. februar - Gordon Banks, engelsk fodboldmålmand (født 1937).[42]
- 14. februar - Carl Petter (født 1947), dansk sanger.[43][44]
- 16. februar - Bruno Ganz, schweizisk skuespiller (født 1941).[45]
- 19. februar - Karl Lagerfeld, tysk designer (født 1933).[46]
- 21. februar - Peter Tork, amerikansk musiker (født 1942).[47]
- 21. februar - Stanley Donen, amerikansk filmintruktør (født 1924).[48]
- 22. februar - Morgan Woodward, amerikansk skuespiller (født 1925).[49]
- 23. februar - Hans Jørgen Jensen, dansk journalist (født 1931).[50]
- 24. februar - Antoine Gizenga, congolesisk politiker (født 1925).[51]
- 25. februar - Mark Hollis, britisk musiker og sangskriver (født 1955).[52]
- 27. februar - France-Albert René, seychellisk politiker (født 1935).[53]
- 28. februar - André Previn, amerikansk komponist og dirigent (født 1930).[54]

## Marts
| - Luke Perry - Keith Flint - Dick Dale - Valerij Bykovskij - Jon Skolmen - Agnès Varda |

- 1. marts - Zjores Alferov, russisk fysiker og politiker (født 1930).[55]
- 4. marts - Luke Perry, amerikansk skuespiller (født 1966).[56]
- 4. marts - Keith Flint, engelsk musiker (født 1969).[57]
- 6. marts - Carolee Schneemann, amerikansk billedkunstner (født 1939).[58]
- 7. marts - Ralph Hall, amerikansk politiker (født 1923).[59]
- 9. marts - Vladimir Etusj, russisk skuespiller (født 1922).[60]
- 11. marts - Hal Blaine, amerikansk trommeslager (født 1929).[61]
- 11. marts - Kai Lemberg, dansk byplanlægger (født 1919).[62]
- 14. marts - Charlie Whiting, britisk motorsportsdirektør (født 1952).[63]
- 16. marts - Dick Dale, amerikansk musiker (født 1937).[64]
- 16. marts - Richard Erdman, amerikansk skuespiller (født 1925).[65]
- 20. marts - Mary Warnock, engelsk filosof (født 1924).[66]
- 22. marts - Scott Walker, amerikansk musiker (født 1943).[67]
- 23. marts - Egone Baunsgaard, dansk statsministerfrue (født 1922).[68]
- 26. marts - Master Fatman, dansk kunstner og sanger (født 1965).[69]
- 27. marts - Valerij Bykovskij, russisk kosmonaut (født 1934).[70]
- 28. marts - Jon Skolmen, norsk skuespiller (født 1940).[71]
- 29. marts - Agnès Varda, fransk filminstruktør (født 1928).[72]
- 30. marts - Tania Mallet, engelsk skuespillerinde (født 1941).[73]
- 31. marts - Nipsey Hussle, amerikansk rapper (født 1985).[74]

## April
| - Alan García - Patrick Sercu - Jean af Luxembourg - John Havlicek - Peter Mayhew |

- 4. april - Georgij Danelija, russisk filminstruktør (født 1930).[75]
- 5. april - Ib Glindemann, dansk jazzmusiker (født 1934).[76]
- 5. april - Sydney Brenner, sydafrikansk biolog (født 1927).[77]
- 6. april - Fritz Hollings, amerikansk senator (født 1922).[78]
- 7. april - Seymour Cassel, amerikansk skuespiller (født 1935).[79]
- 8. april - Benedicte Balling, - dansk tv- og radiovært (født 1976).[80]
- 12. april - Ivor Broadis, engelsk fodboldspiller (født 1922).[81]
- 13. april - Lydia Wideman, finsk langrendsløber (født 1920).[82]
- 13. april - Paul Greengard, amerikansk neurolog (født 1925).[83]
- 14. april - Bibi Andersson, svensk skuespillerinde (født 1935).[84]
- 16. april - Guro Fjellanger, norsk politiker (født 1964).[85]
- 17. april - Alan García, peruviansk politiker og tidligere præsident (født 1949).[86]
- 19. april - Patrick Sercu, belgisk cykelrytter (født 1944).[87]
- 21. april - Ken Kercheval, amerikansk skuespiller (født 1935).[88]
- 22. april - Lê Đức Anh, vietnamesisk politiker og tidligere præsident (født 1920).[89]
- 23. april - Jean af Luxembourg, greve af Luxembourg (født 1921).[90]
- 24. april - Jean-Pierre Marielle, fransk skuespiller (født 1932).[91]
- 25. april - Robbert de Greef, hollandsk cykelrytter (født 1991).[92]
- 25. april - John Havlicek, amerikansk basketballspiller (født 1940)
- 26. april - Ellen Schwiers, tysk skuespillerinde (født 1930).[93]
- 28. april - Richard Lugar, amerikansk politiker (født 1932).[94]
- 29. april - Josef Šural, tjekkisk fodboldspiller (født 1990).[95]
- 29. april - John Singleton, amerikansk filminstruktør (født 1968).[96]
- 30. april - Peter Mayhew, engelsk skuespiller (født 1944).[97]

## Maj
| - Doris Day - Tim Conway - I.M. Pei - Bob Hawke - Herman Wouk - Niki Lauda - Murray Gell-Mann - Prem Tinsulanonda |

- 3. maj - Goro Shimura, japansk matematiker (født 1930).[98]
- 6. maj - John Lukacs, ungarsk-amerikansk historiker (født 1924).[99]
- 7. maj - Jean Vanier, canadisk filosof (født 1928).[100]
- 9. maj - Alvin Sargent, amerikansk manuskriptforfatter (født 1927).[101]
- 11. maj - Peggy Lipton, amerikansk skuespillerinde (født 1946).[102]
- 11. maj - Sven Holm, dansk forfatter (født 1940).[103]
- 12. maj - Machiko Kyō, japansk skuespillerinde (født 1924).[104]
- 13. maj - Doris Day, amerikansk skuespillerinde og sangerinde (født 1922).[105]
- 14. maj - Tim Conway, amerikansk komiker (født 1933).[106]
- 14. maj - Sven Lindqvist, svensk forfatter (født 1932).[107]
- 16. maj - I.M. Pei, kinesisk-amerikansk arkitekt (født 1917).[108]
- 16. maj - Bob Hawke, australsk politiker (født 1929).[109]
- 17. maj - Herman Wouk, amerikansk forfatter (født 1915).[110]
- 19. maj - Bindu, dansk musiker og komponist (født 1951).[111]
- 20. maj - Niki Lauda, østrigsk racerkører (født 1949).[112]
- 24. maj - Murray Gell-Mann, amerikansk fysiker (født 1929).[113]
- 25. maj - Claus von Bülow, dansk kendis (født 1926).[114]
- 26. maj - Prem Tinsulanonda, thailandsk politiker (født 1920).[115]
- 30. maj - Thad Cochran, amerikansk senator (født 1937).[116]

## Juni
| - José Antonio Reyes - Lennart Johansson - Franco Zeffirelli - Mohamed Mursi |

- 1. juni - José Antonio Reyes, spansk fodboldspiller (født 1983).[117]
- 4. juni - Lennart Johansson, svensk idrætsleder (født 1929).[118]
- 6. juni - Dr. John, amerikansk sanger-sangskriver (født 1941).[119]
- 10. juni - Ib Nørholm, dansk komponist (født 1931).[120]
- 10. juni - Sven-David Sandström, svensk komponist (født 1942).[121]
- 11. juni - Carl Bertelsen, dansk fodboldspiller (født 1937).[122]
- 15. juni - Franco Zeffirelli, italiensk filminstruktør (født 1923).[123]
- 17. juni - Mohamed Mursi, egyptisk politiker (født 1951).[124]
- 17. juni - Gloria Vanderbilt, amerikansk skuespillerinde og forfatter (født 1924).[125]
- 24. juni - H.O.A. Kjeldsen, dansk landbrugspolitiker (født 1932).[126]
- 24. juni - Billy Drago, amerikansk skuespiller (født 1945).[127]
- 26. juni - Max Wright, amerikansk skuespiller (født 1943).[128]
- 29. juni - Jesper Langberg, dansk skuespiller (født 1940).[129]

## Juli
| - João Gilberto - Cameron Boyce - Rip Torn - Johnny Clegg - Rutger Hauer - Ágnes Heller - Al-Baji Qaʾid as-Sibsi - Jesper Juul |

- 1. juli - Sid Ramin, amerikansk komponist (født 1919).[130]
- 2. juli - Lee Iacocca, amerikansk virksomhedsleder (født 1924).[131]
- 4. juli - Eduardo Fajardo, spansk skuespiller (født 1924).[132]
- 5. juli - Lis Mellemgaard, øjenlæge og frihedskæmper (født 1924).[133]
- 6. juli - João Gilberto, brasiliansk musiker og komponist (født 1931).[134]
- 6. juli - Cameron Boyce, amerikansk skuespiller (født 1999).[135]
- 7. juli - Artur Brauner, tysk filmproducer (født 1918).[136]
- 9. juli - Rip Torn, amerikansk skuespiller (født 1931).[137]
- 10. juli - Valentina Cortese, italiensk skuespillerinde (født 1923).[138]
- 10. juli - Hans Christian Nørregaard, dansk forfatter og instruktør (født 1943).[139]
- 11. juli - Berrit Kvorning, dansk skuespillerinde (født 1949).[140][141]
- 16. juli - Johnny Clegg, sydafrikansk musiker (født 1953).[142]
- 16. juli - John Paul Stevens, amerikansk højesteretsdommer (født 1920).[143]
- 17. juli - Andrea Camilleri, italiensk forfatter (født 1925).[144]
- 18. juli - David Hedison, amerikansk skuespiller (født 1927).[145]
- 19. juli - Rutger Hauer, hollandsk skuespiller (født 1944).[146]
- 19. juli - Ágnes Heller, ungarsk filosof og forfatter (født 1929).[147]
- 22. juli - Li Peng, kinesisk politiker (født 1928).[148]
- 25. juli - Al-Baji Qaʾid as-Sibsi, tunesisk præsident (født 1926).[149]
- 25. juli - Jesper Juul, dansk familieterapeut og forfatter (født 1948).[150]
- 26. juli - Russi Taylor, amerikansk tegnefilmsdubber (født 1944).[151]
- 31. juli - Harold Prince, amerikansk teaterinstruktør og producer (født 1928).[152]

## August
| - Toni Morrison - Jeffrey Epstein - Felice Gimondi - Peter Fonda - Dawda Jawara |

- 1. august - D.A. Pennebaker, amerikansk dokumentarfilmskaber (født 1925).[153]
- 5. august - Toni Morrison, amerikansk forfatter og nobelprismodtager (født 1931).[154]
- 5. august - Bjorg Lambrecht, belgisk cykelrytter (født 1997).[155]
- 5. august - Thyge Stenstrup, dansk radioprogramchef (født 1940).[156]
- 9. august - Henrik Topsøe, dansk kemiker, civilingeniør og bestyrelsesformand i kemivirksomheden Haldor Topsøe (født 1944).[157]
- 9. august - Altair Gomes de Figueiredo, brasilansk fodboldspiller og verdensmester (født 1938).[158]
- 10. august - Jeffrey Epstein, amerikansk finansmand og dømt seksualforbryder (født 1953).[159]
- 14. august - Simon Grotrian, dansk lyriker og forfatter (født 1961).[160]
- 15. august - Jess Ørnsbo, dansk forfatter og digter (født 1932).[161]
- 16. august - Christina af Oranje-Nassau, hollandsk prinsesse (født 1947).[162]
- 16. august - Felice Gimondi, italiensk cykelrytter (født 1942).[163]
- 16. august - Peter Fonda, amerikansk skuespiller (født 1940).[164]
- 16. august - Richard Williams, canadisk-britisk animator (født 1933).[165]
- 17. august - Cedric Benson, amerikansk NFL-spiller (født 1982).[166]
- 18. august - Kathleen Blanco, amerikansk politiker og tidligere guvernør (født 1942).[167]
- 19. august - Lars Larsen, dansk virksomhedsleder (født 1948).[168]
- 21. august - Kurt Stendal, dansk fodboldspiller og journalist (født (1951).[169]
- 23. august - David Koch, amerikansk milliardær (født 1940).[170]
- 25. august - Ferdinand Piech, østrigsk ingeniør og virksomhedsleder hos Volkswagen (født 1937).[171]
- 27. august - Dawda Jawara, gambiansk politiker, premierminister 1962 - 1970 og præsident 1970 - 1994 (født 1924).[172]

## September
| - Robert Mugabe - Daniel Johnston - Jusuf Habibie - Zine El Abidine Ben Ali - Jacques Chirac |

- 1. september - Albert Fritz, tysk cykelrytter (født 1947).[173]
- 3. september - Halvard Hanevold, norsk skiskytte (født 1969).[174]
- 3. september - Peter Lindbergh, tysk modefotograf og filminstruktør (født 1944).[175]
- 6. september - Robert Mugabe, zimbabwisk tidligere præsident (født 1924).[176]
- 7. september - Knud Vad, dansk organist og dirigent (født 1936).[177]
- 9. september - Robert Frank, schweizisk-amerikansk fotograf og instruktør (født 1924).[178]
- 10. september - Daniel Johnston, amerikansk sanger og musiker (født 1961).[179]
- 11. september - Jusuf Habibie, indonesisk politiker og præsident 1998 - 1999 (født 1936).[180]
- 11. september - Hans Mortensen, færøsk købmand og iværksætter (født 1943).[181]
- 15. september - Ric Ocasek, amerikansk musiker (The Cars) og maler (født 1944).[182]
- 17. september - Jessica Jaymes, amerikansk pornoskuespiller (født 1976).[183]
- 18. september - Fernando Ricksen, hollandsk fodboldspiller (født 1976).[184]
- 19. september - Zine El Abidine Ben Ali, tunesisk militærmand og tidligere præsident (født 1936).[185]
- 19. september - Larry Wallis, engelsk guitarist, sangskriver og producer (født 1949).[186]
- 21. september - Carl Ruiz, amerikansk tv-kok (født 1975).[187]
- 21. september - Sigmund Jähn, tysk kosmonaut og den første tysker i rummet (født 1937).[188]
- 25. september - Jesper Hoffmeyer, dansk biokemiker og semiotiker (født 1942).[189]
- 26. september - Jacques Chirac, fransk politiker og tidligere præsident (født 1932).[190]
- 30. september - Jessye Norman, amerikansk operasanger (født 1945).[191]

## Oktober
| - Diahann Carroll - Ginger Baker - Aleksej Leonov - Robert Forster - Sara Danius - Ole Henrik Laub |

- 2. oktober - Gija Kantjeli, georgisk komponist (født 1935).[192]
- 4. oktober - Diahann Carroll, amerikansk skuespillerinde (født 1935).[193]
- 6. oktober - Ginger Baker, britisk trommeslager (født 1939).[194]
- 11. oktober - Aleksej Leonov, sovjetisk kosmonaut (født 1934).[195]
- 11. oktober - Robert Forster, amerikansk skuespiller (født 1941).[196]
- 12. oktober - Sara Danius, svensk forfatter og litteraturkritiker (født 1962).[197]
- 12. oktober - Jytte Dreyer, dansk tv-vært (født 1927).[198]
- 13. oktober - Ida From, dansk revy- og manuskriptforfatter (født 1937).[199]
- 13. oktober - Charles Jencks, amerikansk arkitekt (født 1939).[200]
- 14. oktober - Harold Bloom, amerikansk litteraturkritiker (født 1930).[201]
- 16. oktober - Patrick Day, amerikansk bokser (født 1992).[202]
- 16. oktober - John Tate, amerikansk matematiker (født 1925).[203]
- 17. oktober - Elijah Cummings, amerikansk politiker (født 1951).[204]
- 18. oktober - Rui Jordão, angolansk/portugisisk fodboldspiller (født 1952).[205]
- 19. oktober - Alexander Volkov, russisk tennisspiller (født 1967).[206]
- 19. oktober - Peter Lautrop, dansk bladtegner (født 1944).[207]
- 22. oktober - Ole Henrik Laub, dansk forfatter (født 1937).[208]
- 22. oktober - Hans Zender, tysk komponist og dirigent (født 1936).[209]
- 23. oktober - Alfred Znamierowski, polsk heraldiker og forfatter (født 1940).[210]
- 25. oktober - Didder Rønlund, dansk modejournalist (født 1926).[211]
- 27. oktober - John Conyers, amerikansk politiker og medlem af Repræsentanternes Hus (født 1929).[212]
- 27. oktober - Abu Bakr al-Baghdadi, Irakisk terrorist og leder af Islamisk Stat (født 1971).
- 27. oktober - Ivan Milat, australsk seriemorder (født 1945).[213]
- 28. oktober - Kay Hagan, amerikansk politiker og senator (født 1953).[214]
- 28. oktober - Bert Mozley, engelsk fodboldspiller (født 1923).[215]
- 29. oktober - Steen Christiansen, dansk musiker og komponist (født 1951).[216]
- 30. oktober - Jan Hald, dansk fodbolddommer (født 1960).[217]

## November
| - Raymond Poulidor - Goo Hara - Pim Verbeek - Yasuhiro Nakasone - Mariss Jansons |

- 2. november - Norbert Eder, tysk fodboldspiller (født 1955).[218]
- 4. november - Timi "Grabber" Hansen, dansk bassist (født 1958).[219]
- 11. november - Ralph T. O'Neal, politiker på De Britiske Jomfruøer (født 1933).[220]
- 11. november - Otto Käszner, dansk arkitekt (født 1938).[221]
- 12. november - Mitsuhisa Taguchi, japansk fodboldspiller (født 1955).[222]
- 13. november - Raymond Poulidor, fransk cykelrytter (født 1936).[223]
- 16. november - John Campbell Brown, skotsk astronom (født 1947).[224]
- 16. november - Gunnar Saietz, dansk billedkunstner (født 1936).[225]
- 17. november - Adnan Pachachi, irakisk politiker (født 1923).[226]
- 20. november - Michael J. Pollard, amerikansk skuespiller (født 1939).[227]
- 21. november - Bengt-Erik Grahn, svensk skiløber (født 1941).[228]
- 22. november - Lars Villemoes, dansk journalist og musikkritiker (født 1953).[229]
- 23. november - Pedal-Ove, dansk hovedperson i omstridt drabssag (født 1944).[230]
- 24. november - Goo Hara, sydkoreansk sanger og skuespiller (født 1991).[231]
- 24. november - Juan Orrego-Salas, chilensk komponist (født 1919).[232]
- 25. november - Martin Harvey, nordirsk fodboldspiller (født 1941).[233]
- 28. november - Pim Verbeek, hollandsk fodboldspiller og træner (født 1956).[234]
- 29. november - Yasuhiro Nakasone, japansk politiker (født 1918).[235]
- 30. november - Mariss Jansons, lettisk dirigent (født 1943).[236]

## December
| - Juice Wrld - Marie Fredriksson - Jurij Luzjkov - Danny Aiello - Anna Karina - Martin Peters - Ari Behn - Neil Innes |  |
| |  |

- 1. december - Shelley Morrison, amerikansk skuespiller (født 1936).[237]
- 2. december - Francesco Janich, italiensk fodboldspiller (født 1937).[238]
- 2. december - Greedy Smith, australsk sanger (født 1956).[239]
- 8. december - Juice Wrld, amerikansk rapper (født 1998).[240]
- 8. december - Hirokazu Kanazawa, japansk shotokan-karateinstruktør (født 1931).[241]
- 8. december - Herbert Pundik, dansk journalist og forfatter (født 1927).[242]
- 9. december - Henriette Zobel, dansk designer og fotomodel (født 1962).[243]
- 9. december - Marie Fredriksson, svensk sangerinde (født 1958).[244]
- 10. december - Jurij Luzjkov, russisk politiker og borgmester i Moskva (født 1936).[245]
- 12. december - Danny Aiello, amerikansk skuespiller (født 1933).[246]
- 12. december - Peter Snell, new zealandsk mellemdistanceløber (født 1938).[247]
- 14. december - Anna Karina, dansk skuespillerinde (født 1940).[248]
- 18. december - Kenny Lynch, engelsk sanger (født 1938).[249]
- 20. december - Eduard Krieger, østrigsk fodboldspiller (født 1946).
- 21. december - Martin Peters, engelsk fodboldspiller (født 1943).[250]
- 21. december - Emanuel Ungaro, fransk modedesigner (født 1933).[251]
- 23. december - Alan Harrington, walisisk fodboldspiller (født 1933).[252]
- 25. december - Ari Behn, norsk forfatter og svigersøn til kong Harald 5. af Norge (født 1972).[253]
- 25. december - Peter Schreier, tysk operasanger (født 1935).[254]
- 26. december - Eigil Nielsen, dansk fodboldspiller (1948).[255]
- 29. december - Dina Al-Erhayem, dansk-irakisk skuespillerinde (født 1975).[256]
- 29. december - Neil Innes, engelsk forfatter, komiker og musiker (født 1944).[257]
- 31. december - Frederik Dessau, dansk forfatter (født 1927).[258]